# Araiya
Araiya là một chi nhện trong họ Anyphaenidae.